# Vásonyi Márton
Vásonyi Márton, névváltozatok: Vázsonyi, Wásonyi (Nagyvázsony, 1688 – Vadosfa, 1737. április 20.) evangélikus lelkész, tanár.

## Életpályája
Tanulmányait Győrött és Pozsonyban végezte. Külföldre menvén, 1708 őszén a jénai, 1709 elején a hallei egyetemre iratkozott be. 1711-ben hazatért és 1712-ben Telekesi Török István udvari papja lett Egyeden. Innen még ez évben Győrbe ment iskolaigazgatónak, a Lutheranal Eclesia Oskolájának volt rektora. 1724-ben a vadosfai gyülekezet hívta meg lelkészének, itt 1737-ben bekövetkezett haláláig szolgált. Barátságot ápolt a pietizmust képviselő Torkos András győri, Szeniczei Bárány György vázsonyi, majd szentlőrinci és Sartorius Szabó János nemescsói lelkészekkel.

## Művei
- Augustus Hermannus Franckenak Rövid és együgyü de Fundamentomos Ut mutatása. I. Az igaz keresztyénségre. II. Az igaz, élő Hitnek meg próbáltatására. III. Az igaz és Isten előtt kedves Imádkozásra. Magyar nyelvre fordéttatott... Hallában, 1711. (Névtelenül).
- August Hermannus Frankénak... sz. Irás szerint való Életnek Regulái... Németből magyar nyelvre fordíttatott. U. ott, 1711. (Wásonyi Mártony).
- Gerhard János elmélkedéseiből vett kegyes életnek rövid de summás Regulái. (Az előbbivel együtt).
- Az boldog emlékezetü Kortholt Christian sulyos papi-terhe. Melly most németből magyar nyelvre fordíttatott és ki-vált a magyar országi evangelicus prédikátorok kedvekért, ki-bosátatot, Wasonyi Mártony által Jenában, 1726.
- A siralomnak theatruma... (gyászbeszéd) Zsankó Boldizsárné felett. Hely n., 1734.
- Arnd Jánosnak az igaz keresztyénségről írott négy könyvei. Jena, 1741. (Bárány Györggyel és Sartorius Jánossal).

Előszót írt Torkos András «Engesztelő áldozat»-ához (1709). Sajtó alá rendezte a «Zengedező mennyei kert»-et (1726) Bárány Györggyel.
Írt egyházi énekeket is.